# Józef Dąbrowski (pilot)
Józef Dąbrowski (ur. 23 marca?/4 kwietnia 1897 w Żłobinie, zginął 6 czerwca 1920 w Kijowie) – sierżant pilot Wojska Polskiego II RP, kawaler Orderu Virtuti Militari.

## Życiorys
Po ukończeniu szkoły miejskiej w Żłobinie 14 sierpnia 1914 roku został powołany do armii Imperium Rosyjskiego. Aż do wybuchu rewolucji służył w piechocie. Brał czynny udział w walkach przeciw Niemcom. Za odwagę i poświęcenie wielokrotnie był wymieniany w rozkazach dziennych oraz otrzymał kilka odznaczeń bojowych. 7 lipca 1917 w uznaniu zasług na polu walk został awansowany na stopień sierżanta. Po wybuchu rewolucji, korzystając z zamieszania zdezerterował z armii carskiej i udał się do Francji.
22 marca 1918 roku został przyjęty do Armii Polskiej we Francji i przydzielony do szkoły pilotów. Po ukończeniu szkolenia wcielony został do 39 eskadry Breguetów, przemianowanej w marcu 1920 roku na 16 eskadrę wywiadowczą. W czasie walk z bolszewikami, w czasie współdziałania eskadry z 13 Dywizją Piechoty, odznaczył się wielką odwagą. W walkach pomiędzy 27 kwietnia a 15 maja pod Koziatynem, Maharyńcami i Humaniem wykonał dużą liczbę lotów bojowych wspomagając ataki polskiej piechoty.
6 czerwca 1920 roku wracając z kolejnego lotu bojowego rozbił się na lotnisku kijowskim. Przyczyny katastrofy nie są znane. Najbardziej prawdopodobna z wersji zakłada, że pilot został zabity w czasie lotu, a stery samolotu przejął obserwator ppor. Stanisław Rudnicki, który nie posiadając stosownych umiejętności rozbił płatowiec podczas lądowania.
Pośmiertnie za wybitne zasługi dla lotnictwa polskiego został odznaczony Polową Odznaką Pilota, Krzyżem Srebrnym Orderu Wojskowego Virtuti Militari nr 8140 oraz Krzyżem Walecznych.